# Hollandsche IJssel (bedrijf)
De Hollandsche IJssel is een machinefabriek gevestigd in Oudewater vanaf de oprichting in 1872. Het bedrijf heeft zich al spoedig gespecialiseerd in de vervaardiging van (klein) baggermaterieel.

## Beginjaren
Gerrit Johan Wilhelm de Jongh (1843-1913) studeerde in 1863 aan de Koninklijke Akademie ter opleiding der Burgerlijke Ingenieurs ter Delft af als civiel ingenieur. Hij was de eerste tien jaren van zijn werkzame leven actief in  het spoorwezen. In 1872 stichtte hij met een bekende uit zijn geboorteplaats, Steenbergen (stad), Arius Wilhelmus Marinus Jongeneel als geldschieter een machinefabriek te Oudewater onder de firma De Jongh en Compagnie, gevestigd op een van de gemeente gekocht terrein aan de IJsselkade. Deze voormalige vestinggrond was relatief goedkoop en diende voor industrievestiging. Het eerste bedrijfscomplex werd naar eigen ontwerp van De Jongh gerealiseerd. In 1890 werd de vennootschap met Jongeneel ontbonden en trad de werkmeester Florentinus Joseph toe als nieuwe vennoot. Het bedrijf telde toen een 40 tot 50 werklieden.

## Baggervaartuigen
De eerste opdracht betrof een bestelling voor twee kleine baggermolens voor een goede relatie, de firma Goedkoop te Haarlem. De basis voor een levenslange specialisatie werd hiermee gelegd. Al spoedig werden deze ook geëxporteerd en vonden in Nederlands-Indië toepassing. Zo werd in 1878 bij de havenwerken te Ciliwung een in onderdelen afgezonden molen ineengeklonken en gebruikt. Voor de werken in de Solo Vallei eind 19e eeuw werden meerdere Excavateur (mijnbouw) geleverd, een volgende specialiteit op basis van de ervaring en kennis met baggerwerktuigen. Vanaf eind 19e eeuw werden verder ook veentrekmachines gefabriceerd. Begin 20e eeuw werden jaarlijks diverse baggermolens, naast een kleiner aantal zandzuigers en bakkenzuigers vervaardigd, inclusief de bijbehorende stoominstallaties, zowel machine als ketel. 

## Constructiewerk, machines
De eerste tientallen jaren werd ook divers constructiewerk gemaakt: bruggen, keerdeuren, ijzerwerk voor sluizen en draaischijven. De vervaardiging van de gashouder te Oudewater, in 1924, was een gelegenheidswerk, constructiewerk is daarna niet veel meer geleverd. Rond 1880 zijn een aantal jaren ook steen- en tegelvormmachines gemaakt. Een bijzondere constructie was de stoomkraan Titan in 1902 geleverd voor de aanleg van de haven van Scheveningen. Hijskranen en lieren (hand- en stoomaangedreven) hoorden geruime tijd tot het productiepakket. Ook algemene stoominstallaties werden gemaakt zoals die van van het gemaal de Noord-Linschoten, in 1880.

## Ontsmettingsovens
Een bijzondere specialiteit werden vanaf 1887 ontsmettingsovens volgens het systeem van de Utrechtse hoogleraar G van Overbeek de Meijer. Dergelijke ovens zijn tot ver in de 20e eeuw vervaardigd in diverse uitvoeringen: met stoom, formaline en vacuümformaline. Deze werden geleverd aan ziekenhuizen en Kruisverenigingen. 

## Ontwikkeling in 20e eeuw
In 1908 werd de onderneming in een nv omgezet, Machinefabriek De Hollandsche IJssel voorheen De Jongh en Co., waarvan de familie De Jongh de aandelen bezat. De directie kwam bij zoon Gerrit de Jongh samen met de zonen van Joseph: Jan en Frans. De twee laatsten traden rond 1912 weer uit en werden opgevolgd door scheepsbouwkundig ingenieur T. N. Hellemans, wat samenhing met de verwerving van de meerderheid van aandelen in de 1914 in een NV omgezette scheepswerf Fortuna te Gorinchem. Deze investering bleek niet echt rendabel en het aandelenpakket werd in 1919 weer verkocht, waarbij Hellemans ook uittrad. Gerrit de Jongh werd in 1920 opgevolgd door zijn broer ir. Adolf de Jongh die tot 1960 aan het roer bleef. Hij werd opgevolgd door ir. J B Legemate.
Het bedrijfscomplex werd in de tussentijd gemoderniseerd. De belangrijkste modernisering begin 20ste eeuw betrof een elektriciteitscentrale die tevens bestemd was voor stroomlevering aan derden in Oudewater. De houten bedrijfshal werd vervangen door ijzerconstructies (1922 en 1955).die anno 2020 nog steeds overeind staan.